# 1781.
◄ | 17. stoljeće | 18. stoljeće | 19. stoljeće | ►
◄ | 1750-ih | 1760-ih | 1770-ih | 1780-ih | 1790-ih | 1800-ih | 1810-ih | ►
◄◄ | ◄ | 1778. | 1779. | 1780. | 1781. | 1782. | 1783. | 1784. | ► | ►►
Arhitektura • Astronomija • Biologija • Glazba • Kazalište • Kemija • Kiparstvo • Knjige • Književnost • Kršćanstvo • Medicina • Politika • Pravo • Promet • Slikarstvo • Šport • Znanost

## Događaji
- Josip II. uvodi uredbu o vjerskoj toleranciji.

## Rođenja
- 30. siječnja – Adalbert von Chamisso, njemački književnik i znanstvenik († 1838.)
- 9. lipnja – George Stephenson, engleski inženjer i izumitelj († 1848.)

## Smrti
- 7. listopada – Franjo Ksaver Pejačević, hrvatski plemić (* 1707.)

## Vanjske poveznice
|  | Zajednički poslužitelj ima još gradiva o temi 1781. |